# 사다 마유미
사다 마유미(佐田 真由美, 1977년 8월 23일 ~ )는 일본 도쿄도출신의 패션모델이자 배우이다. 조부가 미국인인 것이 특징이다.

## 내력
3살부터 모델 활동을 시작해, 1998년부터 2003년까지 여성 패션 잡지 《ViVi》의 전속 모델을 맡았다. 2001년에는 에이벡스를 통해 가수로도 데뷔했다.
2003년 영화 《천사의 어금니》로 배우 데뷔 이후 배우로서 많은 작품에 출연한다.
2008년 결혼해 2009년에 첫 아이를, 2010년에 둘째 아이를 낳았다.

## 출연 작품

### 드라마
2005년
- 《어른의 여름방학》
- 《꽃보다 남자》 - 하나자와 루이가 좋아하는 사람역
- 《착신아리》

2006년
- 《야왕》
- 《날개가 꺾인 천사들》
- 《시모키타 선데이즈》
- 《재회: 요코타 메구미씨의 소망》
- 《빛나는 여성 시리즈 제8탄: 사치스러운 출산》

2007년
- 《3일 늦은 해피 뉴 이어》
- 《꽃보다 남자 2》 - 하나자와 루이가 좋아하는 사람역
- 《아빠와 딸의 7일간》
- 《워킹맨》

2008년
- 《오센》
- 《퍼즐》
- 《톤슈어》
- 《프리즈너》

2011년
- 《기묘한 이야기 가을 특별편》 〈귀이개〉

### 영화
- 2003년 《천사의 어금니》
- 2004년 《캐산》
- 2005년 《가면라이더: 더 퍼스트》
- 2005년 《변신》
- 2007년 《자학의 시》
- 2008년 《꽃보다 남자 F》 - 하나자와 루이가 좋아하는 사람역
- 2008년 《이치》
- 2008년 《핸섬 슈트》
- 2009년 《폭렬닌자 고에몬》